# Вересово (селище)
Вересово (рос. Вересово) — селище в Коноському районі Архангельської області Російської Федерації.
Населення становить 350 осіб. Входить до складу муніципального утворення Коноське сільське поселення.

## Історія
Від 2004 року входить до складу муніципального утворення Коноське сільське поселення.

## Населення
| 2002 | 2010 | 2012 |
| ---- | ---- | ---- |
| 424  | ↘351 | ↘350 |